# 1990년 4월
| 1990년: 1월 · 2월 · 3월 · 4월 · 5월 · 6월 · 7월 · 8월 · 9월 · 10월 · 11월 · 12월 |

| <          | 1990년 4월 | 1990년 4월 | 1990년 4월  | 1990년 4월 | 1990년 4월 | >          |
| 일         | 월         | 화         | 수          | 목         | 금         | 토         |
| 1 3.6 병신 | 2 7 정유   | 3 8 무술   | 4 9 기해    | 5 10 경자  | 6 11 신축  | 7 12 임인  |
| 8 13 계묘  | 9 14 갑진  | 10 15 을사 | 11 16 병오  | 12 17 정미 | 13 18 무신 | 14 19 기유 |
| 15 20 경술 | 16 21 신해 | 17 22 임자 | 18 23 계축  | 19 24 갑인 | 20 25 을묘 | 21 26 병진 |
| 22 27 정사 | 23 28 무오 | 24 29 기미 | 25 4.1 경신 | 26 2 신유  | 27 3 임술  | 28 4 계해  |
| 29 5 갑자  | 30 6 을축  |            |             |            |            |            |

| 편집하기 |

## 1990년4월 24일
- 미국 허블 우주 망원경을 발사하다.

## 1990년4월 23일
- 나미비아, 유엔에 가입하다.